# 72 Piscium
72 Piscium är en gulvit stjärna i huvudserien som ligger i Fiskarnas stjärnbild.
72 Piscium har visuell magnitud +5,63 och är synlig för blotta ögat vid någorlunda god seeing. Stjärnan befinner sig på ett avstånd av ungefär 180 ljusår.